# Acrolophus tetrancyla
Acrolophus tetrancyla är en fjärilsart som beskrevs av Edward Meyrick 1913. Acrolophus tetrancyla ingår i släktet Acrolophus och familjen Acrolophidae. Inga underarter finns listade i Catalogue of Life.